# Huértalo
Huértalo (en aragonés Huertolo) es una localidad española actualmente perteneciente al municipio de la Canal de Berdún, en la provincia de Huesca. Pertenece a la comarca de la Jacetania, en la comunidad autónoma de Aragón. Despoblado según el padrón de 2013.

## Comunicaciones
Se accede a Huértalo a través de una pista que parte de la carretera local HU-V-2022, que se dirige hacia el norte desde la N-330, pasando por Villarreal de la Canal, Majones y Fago hasta llegar a Ansó, ya en pleno Pirineo aragonés.

## Geografía
Huértalo se encuentra situado en la parte norte del término de Canal de Berdún, en la parte montañosa del mismo, camino del Pirineo. Se encuentra en una zona alta entre los barrancos de Sarva y de Pinar, afluentes del río Majones, y de Regordín, afluente del río Veral.
Se encuentra muy cercano a las localidades de Majones y Villarreal de la Canal, ambas en término de la Canal de Berdún.

## Urbanismo
La población contaba con diez casas, con sus diversos edificios auxiliares, agrupadas en una sola calle y una plaza al final de esta, aunque actualmente gran parte de estos edificios se encuentran en estado de ruina avanzado por el expolio.

## Historia
Aunque la primera cita documental de la población es en el 1025, cuando se menciona a Sancio Ambulato de Ortulo en el Cartulario de San Juan de la Peña, su origen probablemente está en un castro fortificado que se desarrolló en una población, apareciendo posteriormente en los censos de 1566 y 1610 como propiedad de San Juan de la Peña.

## Patrimonio

### Patrimonio religioso

#### Iglesia de San Esteban
Ubicada en el centro del núcleo, se trata de un templo de origen románico construido en el siglo XII en sillarejo.
Tiene una sola nave orientada con una bóveda de cañón con terminación en una cabecera semicircular cubierta con bóveda de horno con ventana abocinada en arco de medio punto dovelado en su centro y otra ventana de diferente factura en el lado sur, cuenta con capillas laterales de distintas épocas abiertas a la nave mediante arcos de medio punto al igual que se cubren con bóveda de crucería simple y también cuenta con una torre campanario en su muro sur como fruto de una intervención del siglo XVII, al igual que a la izquierda de su fachada se adosaba la Abadía con una característica entrada.
La iglesia está precedida por un pórtico que se abría al exterior a través de un arco de medio punto, cuyas dovelas y jambas fueron robadas a finales de 2019,bajo el pórtico se encontraba un escudo del monasterio de San Juan de la Peña.
Consta como lugar de enterramientos en el coro, la nace, las capillas y el pórtico, teniendo el cementerio general adosado al exterior de su ábside.
Tuvo en su interior unas pinturas franco-góticas del siglo XIV que actualmente se conservan en el museo diocesano de Jaca. 

#### Ermita de la Purísima Concepción
Se ubica a unos 250 metros al sur del despoblado, siendo un edificio de planta rectangular con cabecera recta orientada al este, donde se conservan restos de pinturas murales de estilo vegetal, construido en mampostería revocada con cubierta de teja árabe a dos aguas. 
Su exterior es muy sobrio, siendo los únicos detalles destacados la puerta de acceso que abre al sur, en arco de medio punto de grandes dovelas, expoliadas en torno a 2014 o 2015, y una pequeña ventana aspillerada en el muro de la epístola. Cuenta también con una sencilla espadaña de un ojo, elaborada con ladrillo macizos y en arco rebajado, que se sitúa en el hastial de los pies.
Al menos hasta finales de la década de 1960 albergaba la talla de una Virgen sedente con el Niño de estilo gótico que fue fotografiada por José Cardús Llanas en 1969 pero hoy desaparecida. También desapareció por el expolio, seguramente al mismo tiempo que la portada, una pila de agua bendita encastrada en la pared a la derecha de la puerta de acceso.

### Patrimonio civil

#### Casa Buey
Se trata de la casa de mayor tamaño de la población, ya que abarcaba gran parte de la orilla izquierda de la única calle de la población y contaba con una gran cantidad de edificios anexos como pajar, cuadra y corrales.
Fue la última de las casas en ser abandonada ya que el último habitante, José Samitier, abandonó el pueblo en el 1999 tras el fallecimiento de su mujer en el 1982 y debido a razones de salud.
En el 2020 la casa sufrió el expolio, al ser arrancadas las dovelas de la entrada secundaria del edificio al igual que la puerta.

#### Escuela
Ubicado en la plaza del pueblo junto a la iglesia, es un edificio de mampostería con un revocado de mortero anaranjado de planta rectangular y dos alturas de las que la segunda se habilitó para vivienda de la maestra pero nunca llegó a recibir ese uso y cuenta con una pequeña construcción anexa que fue el horno comunal. Contaba también con un letrero que leía "Escuela Nacional Huértalo"
La fachada se abre al sur y tiene dos entradas en los extremos con dos amplias ventanas en la planta baja y otras dos en sus extremos en la planta superior, teniendo los vanos una decoración de una franja de encalado blanco en su contorno. Seguramente la puerta izquierda daba acceso al aula que ocupaba toda la parte delantera de la planta, y por la puerta derecha se accedía mediante una escalera a la planta superior.

## Cultura

### Fiestas
Las fiestas patronales eran las de la Concepción, durando desde el 8 al 11 de diciembre y que empezaban con una romería desde la ermita llevando la virgen hasta la iglesia, donde se quedaba seis meses hasta el Corpus Christi, y que continuaba con bailes dentro de la escuela debido al frío y que se acompañaba de música que tocaban unos vecinos de la población de Biniés.